# C/2004 Q2
C/2004 Q2 poznat i pod imenom Macholz je komet koji je otkrio Donald Machholz 27. kolovoza 2004. godine. 
Tokom siječnja 2005. komet je postao neočekivano sjajan i mogao se vidjeti golim okom. Njegova putanja dovela ga je u prividnu blizinu zvjezdanog skupa Vlašići što je omogućilo snimanje veoma lijepih fotografija. Neobično za tako sjajan komet, njegov perihel se nalazio na udaljenosti većoj od 1 AJ.
Komet će se gotovo sigurno vratiti. Njegova orbita je veoma velika pa se povratak očekuje tek za 111,348 godina.

## Vanjske poveznice
- Fotografija kometa od Andjelka Glivara